# بنجاب (لاريجان السفلي)
بنجاب (بالفارسية: پنجاب) هي قرية تقع في إيران في قسم لاریجان السفلی الريفي. يقدر عدد سكانها بـ 231 نسمة بحسب إحصاء 2016.